# White & Nerdy
White & Nerdy（ホワイト・アンド・ナーディ）は、アメリカのパロディ音楽家ウィアード・アル・ヤンコビックが発表した楽曲。ラッパーのカミリオネアの曲「Ridin'」の替え歌である。収録アルバムは『Straight Outta Lynwood』で、冒頭の第1曲に配置された。2006年9月28日にリリースされ、Billboard Hot 100のトップ10に入った。このアルバムの日本盤は発売されていない。

## 概要
歌の内容は、白人のオタク（Nerd, ナード）の青年が黒人ギャングスタの仲間になりたいが、あまりに「白人でオタク」(White & Nerdy)であるために無理だというもの。
元ネタを歌うカミリオネアからは好意的に受けとられており、インタビューでヤンコビックのラップがうまくて驚いた旨を答えている。また、ヤンコビックによれば第49回グラミー賞でRidin'が最優秀ラップ・パフォーマンスを受賞した際に会場でカミリオネアが近づいてきてパロディを作ってくれたことに感謝したという。
歌詞にはスタートレックやパソコンに関する話題が多く登場する。ギャングやラッパーが好んで使うスラングも多く使われている。歌詞の多くの部分は、2006年時点のアメリカのオタクのライフスタイル（正確にはそのステレオタイプ）を理解する上で興味深い。本項目では、歌詞の中でのアメリカのオタク・ライフスタイルに関する部分を抜粋して紹介する。

## 歌詞

### 1番
- 「俺はD&D（テーブルトークRPGである『ダンジョンズ&ドラゴンズ』）のチャンピオン」(KRSワンらが主宰した「D&Dスタジオ」をパロディ化している)
- 「MC エッシャー（オランダの画家）。彼が俺の好きなMCだ。」
- 「ギャングの好きな安酒（40）よりアール・グレイが好きだ。」（アール・グレイはスタートレックのピカード艦長お気に入りの紅茶。）
- 「俺の持っているアクションフィギュアは全部チェリー（箱に入ったままのきれいな状態）。」
- 「俺の本棚にはスティーヴン・ホーキングの本でいっぱい。」
- 「円周率も1000桁数えられる。」
- 「グリルズ（歯に装着する装飾品。ギャングスタなどが好んで装着する）はしていないが、歯列矯正器なら着けている。」
- 「Pascal（プログラミング言語）なら、俺はNo.1。」
- 「ひまなときは遊びでベクトル解析をする。」
- 「銃は持ってないが、半田ごて（soldering gun）なら持っている。」
- 「『ハッピーデイズ』（1980年代のテレビ番組）が俺のお気に入りテーマソング。」
- 「ピンポン（PIMPとの語呂合わせ）ならぼろ勝ちできる。」
- 「君の出す豆知識クイズ（クイズにはマリファナという意味もあるが、ここではクイズの意味）なら全部答えられる。」
- 「JavaScript（プログラミング言語）はクリンゴン語（『スタートレック』に登場する架空言語）と同じくらい流暢にしゃべれる。」

### 2番
- 「X-メンのコミックを集めて、分析している。」
- 「胸ポケットのペンは守らなきゃ。」（アメリカでの典型的オタク像はメガネとワイシャツ、そして胸ポケットにペンを挿すためのポケットプロテクター。（en:Pocket protector））
- 「エルゴノミック・キーボードは俺を退屈させない。」
- 「オンラインショッピングでは、PCの記録メディアを買っている。」
- 「ウィキペディアを編集している。」
- 「『ホーリー・グレイル』（コメディ映画）の場面は全部覚えている。その場面の真似をしてみんなをROTFLOL（Rolling On The Floor + Laughing Out Loud: 笑い転げるという意味のネットスラング）の状態にすることができる。」
- 「俺のウエストポーチはGAPのバーゲン品。」
- 「サワークリームよりも肌が白い。」（白人な上に外に出ないため）
- 「俺は映像研究会、男声合唱隊にいた。チェスクラブにも所属していた。」（いずれも「オタク臭い」とされる部活動）
- 「俺が難しいと思った問題は、たったひとつ。カークとピカード（いずれも『スタートレック』に出てくる艦長）のどっちが好きか？ってことだ。」
- 「週末はルネサンス・フェア（en:Renaissance fair）で過ごしている。」（中世ヨーロッパのコスプレをする集会）
- 「下着には自分の名前を書いてある。」

## プロモーションビデオの解説
- 冒頭に出てくる車のナンバープレートには「オリジナル・ギャングは不滅（OG 4LIFE）」と書いてある。
- 赤い光で作られた記号をバックに歌っているシーンがある。元ネタであるカミリオネアのプロモーションビデオでは彼のロゴマークだが、本作ではパックマン（ゲーム）の形をしている。
- スター・ウォーズ・キッドを模したシーンが出てくる。
- ヤンコビックがギャングからビデオテープを闇で買うが、その内容は『スター・ウォーズ ホリデー・スペシャル』である。
- 方程式をバックに踊っているシーンがある。これはシュレーディンガー方程式のひとつ。ただし、プランク定数（{\displaystyle \mathbf {h} }）とディラック定数（{\displaystyle \hbar }）を取り違えている。

ビデオ中に登場した数式:
{\displaystyle \left[-{\frac {\mathbf {h} ^{2}}{2\mu }}\nabla ^{2}-{\frac {\mathbf {e} ^{2}}{\mathbf {r} }}\right]\psi \left(\mathbf {r} \right)=E\psi \left(\mathbf {r} \right).}
実際のシュレーディンガー方程式:
{\displaystyle \left[-{\frac {\hbar ^{2}}{2\mu }}\nabla ^{2}-{\frac {\mathbf {e} ^{2}}{\mathbf {r} }}\right]\psi \left(\mathbf {r} \right)=E\psi \left(\mathbf {r} \right).}
- 元素周期表のポスターが出てくる。
- JavaScriptについて歌っているシーンでは、オライリーの有名なテキスト『The Definitive Guide』の表紙が使われている。
- 『X-メン』のことを歌っているシーンでヤンコビックが着ている服には「カール・セーガンは俺の心の友（Carl Sagan is my homeboy）」と書いてある。
- 「ウィキペディアの編集をしている」という場面で「最低野郎！（YOU SUCK!）」と書き込んでいるシーンがあるが、アトランティック・レコード（レコード会社）のページを荒らしているらしい。これは、ヤンコビックがジェームス・ブラントの『You're Beautiful』という歌の替え歌を製作した際、アトランティック社が後から許可を撤回したことに対する皮肉である。
- マインスイーパーをしている場面では、Macのダッシュボード・ウィジェットを使って、キーボードでプレーしている。また、前述した「ウィキペディアの編集」で使用しているブラウザは、Mac上のSafariである。
- MySpace上のフレンド一覧を写しているシーンがあるが、写真は上段左からビル・ゲイツ、ナポレオン・ダイナマイト、ミスター・ピーボディー（'60sのアニメに登場する犬）、アインシュタイン、ダスティン・ダイアモンド（俳優）、フロド（『ロード・オブ・ザ・リング』の主人公）、ピーウィー・ハーマン（コメディアンのポール・ルーベンスが演じたキャラクター）、トム・アンダーソン（MySpaceの創始者の一人）である。Larry Groznic（「Onion」のライター）の写真も一番下に出てくる。
- 車のホイールについて歌っているシーンで出てくる車はトヨタ・プリウス。
- 最後のハンドサインは、『スタートレック』のバルカン人のあいさつ（バルカン・サリュート）。

## プロモーションビデオの出演者
- プロモーションビデオに出ている人は全てボランティア。
- プロモーションビデオの最初に出てくるギャング役は、ジョーダン・ピールとキーガン＝マイケル・キー。ともに『マッドTV!』（ギャグで構成されるテレビ番組）に出ているコメディアン。
- フィギュアについて歌っている場面に出てくる人はセス・グリーン（映画俳優）。彼は実際に膨大な数のフィギュアを集めて本棚に並べて公開している。
- 方程式をバックにヤンコビックと踊っている人はダニー・オズモンド。
- ヤンコビックからパワーストリップ（テーブルタップ）をもらう女性はen:Judy Tenuta。ヤンコビックとは『ウィアード・アル・ショー』（テレビ番組）で共演している仲間。
- IGN（ビデオゲーム情報のHP）のライターが、『ダンジョンズ&ドラゴンズ』のシーンとボウリングのシーンに出ている。

## 豆知識
- PVの「dawg（友達、犬、の意味がある）のためならHPも作るぜ」で出てくる犬の名はヤンコビックが実際に飼っているペットの犬「Foofie」から。このFoofieの名前の由来は、コンピューターチップPentiumに存在した不具合「f00f バグ」から。
- 「ポケットのペンを守っている」という歌詞があるが、ポケットプロテクターの本来の目的は、服をインクのシミから守ること。
- ネタ元のカミリオネアは実際にグリル（歯につける貴金属）をつけている。